# Dendrotossine

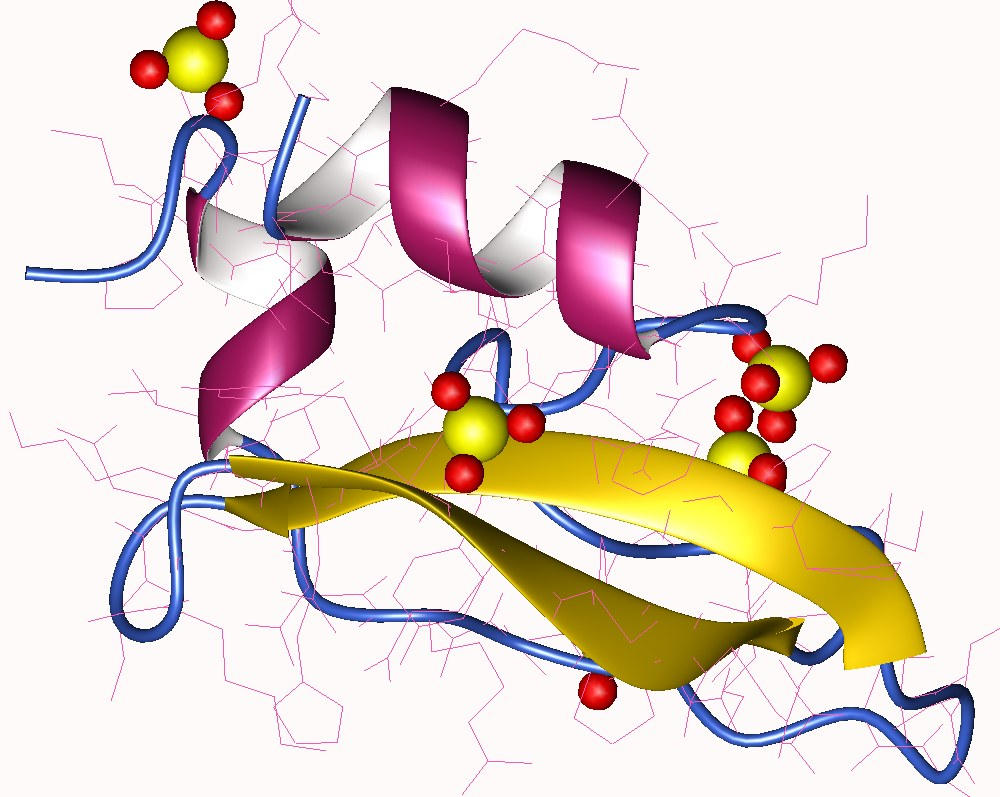
alpha-Dendrotossine, Dendroaspis angusticeps.

Le dendrotossine sono neurotossine prodotte da serpenti del genere Dendroaspis, isolate per la prima volta nel 1980 dal veleno di mamba verde . 
Sono piccole proteine di circa 57-60 amminoacidi che bloccano i canali del potassio dei neuroni, impedendo la polarizzazione degli stessi e quindi impedendo lo scambio di impulsi nervosi tra una cellula e un'altra .
Hanno una struttura affine agli inibitori delle serin proteasi di Kunitz, anche se esse comunque inibiscono in maniera trascurabile le dette proteasi .
Nello specifico sembra che le cariche positive delle lisine, presenti nelle posizioni 26-28, si leghino direttamente al recettore del canale del potassio e poi le cariche positive, presenti su altri residui di lisina e arginina, interagiscano con le cariche negative degli amminoacidi del suddetto canale, causando quindi un cambiamento conformazionale che ne impedisce il funzionamento .
A causa della loro efficienza e della loro specificità di azione, sono ormai ampiamente usate nello studio delle funzioni dei canali del potassio dei neuroni .

## Esempi di dendrotossine
Esempi di dendrotossine sono la dendrotossina I e K (tipiche del mamba nero) , la dendrotossina alfa  (tipica del mamba verde orientale) , dendrotossina 7, dendrotossina 3.